# Kuytun
Kuytun (奎屯市S, KuítúnP) è una città-contea della Cina, situata nella regione autonoma di Xinjiang e amministrata dalla prefettura autonoma kazaka di Ili.